# Оптическая решётка
Оптическая решётка получается за счёт интерференции лазерных пучков, распространяющихся в противоположных направлениях, образуя пространственно периодический потенциал. Полученный потенциал способен захватывать нейтральные атомы благодаря Штарковскому сдвигу. Атомы охлаждаются и занимают места в минимумах потенциала. Полученная структура напоминает кристаллическую решётку.
Оптические решётки обладают двумя важными параметрами: глубиной и периодом. Глубина ям решётки может изменяться за счёт изменения мощности лазеров, а периодичность — за счёт изменения длины волны и угла между лазерными пучками. В отличие от глубины, периодичность крайне сложно менять в реальном времени, так как длина волны лазерного излучения не может в реальном времени меняться в широких пределах. Поэтому периодичность обычно изменяют за счёт изменения угла, однако во время изменения угла решётка может быть нестабильной, так может появиться набег фазы, что повлияет на интерференцию.
Атомы, пойманные в оптическую решётку, могут перемещаться благодаря туннельному эффекту, даже если глубина потенциальной ямы больше кинетической энергии атома, так же как это происходит у электронов в проводниках. Однако, может произойти переход в состояние изолятора Мотта, если энергия взаимодействия между атомами превысит энергию колебаний, и глубина ямы очень велика. В этом случае атомы потеряют способность к перемещению, что аналогично ситуации в диэлектриках.
Атомы в оптической решётке представляют собой хорошую модель для изучения квантовых эффектов, все параметры которой можно контролировать, что удобно для изучения свойств, трудно наблюдаемых в твердых телах.